# Fonds africain de développement
Pour les articles homonymes, voir FAD (homonymie).
Créé en 1972, le Fonds Africain de Développement (FAD) est le guichet de prêt à taux concessionnels du groupe de la Banque africaine de développement (BAD). En effet, c'est en 1974 que le FAD est entré en activité. Il est administré par la Banque africaine de développement et est constitué d’États participants (les pays donateurs) et les pays bénéficiaires. Il se fixe comme objectif de réduire la pauvreté dans les pays membres régionaux (PMR) en fournissant des prêts et des dons.